# Dinozaury zabójcy
Dinozaury zabójcy (ang. The Truth About Killer Dinosaurs) – serial popularnonaukowy produkcji BBC. W każdym z dwóch odcinków serialu symulowane jest starcie danych dinozaurów na podstawie biomechanicznych modeli.

## Odcinek pierwszy
Tyranosaurus rex vs. Triceratops
Tyranosaurus rex
- Na kościach triceratopsa znaleziono ślady po ugryzieniach tyranozaura.
- Szczęki tyranozaura mogły bez problemu zmiażdżyć samochód.
- Mózg tyranozaura przypominał mózg aligatora.
- Tyranozaur biegał ok. 35 km/h i był szybszy niż Triceratops, ale jego budowa sprawiała, że był mało zwinny.
- Siła ugryzienia tyranozaura wynosiła 4 tony na centymetr kwadratowy.
- Tyranozaur miał taki sam kąt widzenia jak współczesne ssaki drapieżne i podobnie rozmieszczone oczy.

Triceratops
- Triceratops był wolniejszy od tyranozaura (mógł biec z maksymalną prędkością 28 km/h), ale bardziej zwinny.
- Triceratops był mniej inteligentny niż tyranozaur.
- Gdyby Triceratops uderzył w tyranozaura biegnąc z pełną prędkością, jego rogi i przednia część czaszki zostały by zmiażdżone.
- Triceratops miał podobnie rozmieszczone oczy jak współczesne ssaki roślinożerne, ale miał ograniczony kąt widzenia.

Wynik
Odcinek ten kończy się symulacją walki triceratopsa z tyranozaurem i zwycięstwem triceratopsa, zabijającego tyranozaura wbiciem rogów w okolice jamy brzusznej.

## Odcinek drugi
Velociraptor vs.Niezidentyfikowany ankylozaur
Velociraptor
- Welociraptor był wielkości indyka.
- Welociraptor miał pióra.
- Kończyna tylna welociraptora miała siłę ludzkiego ramienia.
- Słynne sierpowate pazury kończyny tylnej welociraptor nie były w stanie wypruć narządów wewnętrznych ofiary, tylko przebić jej skórę.
- W skamielinie przedstawiającej walczącego welociraptora i protoceratopsa pazur welociraptora jest w szyi protoceratopsa, co wskazuje, że welociraptor używał swoich pazurów do przebijania żył szyjnych, co powodowało śmierć ofiary w parę chwil.
- Welociraptor nie był w stanie swoim pazurem przebić pancerza krokodyla.

Ankylozaur
- Ankylozaur uderzeniem maczugi był w stanie zmiażdżyć żebra welociraptora.
- Pancerz ankylozaura, był zbyt twardy, aby mógł go przebić szpon welociraptora.
- Pancerz i maczuga ankylozaura były skuteczną bronią przeciwko drapieżnikom.
- Ankylozaur mógł zmiażdżyć nogę tarbozaura.
- Młode ankylozaury najprawdopodobniej podobnie jak młode krokodyle miały nie całkiem wykształcony, miękki pancerz, co sprawiało, że były łatwym łupem dla drapieżników.

Wynik
Welociraptor w ogóle nie miałby szans z ankylozaurem, ale mógłby zabić jego młodego o słabym pancerzu.

## Krótkie opisy innych dinozaurów
W odcinku drugim pojawiają się krótkie informacje o innych dinozaurach. Wprawdzie nie dochodzi w nim do symulacji ich możliwości, ale występuje kilka informacji o nich.
Protoceratops
- Protoceratops był wielkości świni.
- Protoceratopsy żyły w tych samych ekosystemach co welociraptory i często padały ich ofiarą.
- Protoceratops był silny i welociraptor mógł go pokonać tylko przez przebicie tchawicy.

Tarbosaurus
- Tarbozaur był największym mięsożercą w późnokredowej Mongolii.
- Jest azjatyckim odpowiednikiem tyranozaura.
- Szczęki tarbozaura mogły przegryźć pancerz ankylozaura (teorię tę oparto na obliczeniach siły szczęki spokrewnionego z tarbozaurem i będącego podobnej wielkości tyranozaura, które jak się okazało w odcinku pierwszym, bez problemów mógłby zmiażdżyć samochód).